# Gravel-Weltmeisterschaften 2022
Die Gravel-Weltmeisterschaften 2022 waren die ersten ihrer Art und wurden am 8. und 9. Oktober 2022 in der italienischen Region Venetien ausgetragen. Die Rennen starteten in Vicenza und endeten in Cittadella.
Erst im Juni des Jahres waren die Weltmeisterschaften für 2022 und 2023 an die Region Venetien vergeben worden, wobei die genauen Austragungsorte später bestimmt wurden. Bei Männern und Frauen fand je ein Elite-Rennen statt für Fahrer, die einem bei der UCI registrierten Radsportteam angehörten. Andere Fahrer hatten sich über die Jedermannrennen der UCI Gravel World Series für ein Rennen ihrer Altersgruppe qualifizieren können, womit die UCI dem Ursprung der Disziplin im Breitensport Rechnung tragen wollte. Damit ist Gravel die bislang einzige Disziplin, bei der Masters in eine gemeinsame Weltmeisterschaft mit der Elite eingebunden sind. Insgesamt waren 560 Fahrer und Fahrerinnen aus 39 Verbänden im Einsatz.

## Parcours
Der Parcours bestand aus einer 140 km langen Strecke von Vicenza nach Cittadella sowie einer 27 km langen Schleife um den Zielort. Die Rennen der Frauen-Elite, der Frauen-Altersgruppen sowie der Männer-Altersgruppen ab 50 fuhren am Sonnabend die 140 km nach Cittadella. Die Männer-Elite und die Männer-Altersgruppen unter 50 fuhren am Sonntag, wobei die Männer-Elite die Schleife zweimal durchfuhr für insgesamt 194 km und die anderen nur einmal.
Vom Start auf dem Campo Marzo in Vicenza zunächst hinauf zur Basilika Santa Maria di Monte Berico und auf den ersten 15 Kilometern durch die Hügel südlich von Vicenza. Der Rest der Strecke verlief topfeben durch die Po-Ebene, entlang des Bacchiglione nach Padua, dessen Stadtgebiet auf den Treidelwegen verschiedener Kanäle durchquert wurde, bevor am Ufer der Brenta flussaufwärts bis Cittadella ging. Die Schleife verlief nördlich von Cittadella auf kleinen Straßen und Wirtschaftswegen sowie erneut entlang der Brenta. Im Zieleinlauf ging es zunächst durch die Stadtgräben vor den Mauern von Cittadella, dann durch das nördliche Stadttor ins Herz der Altstadt.
Die 140-Kilometer-Strecke bestand aus 32 % Piste, 24 % Schotterwegen, 1 % Kopfsteinpflaster,  10 % befestigten Wegen und 31 % Asphalt. Auf der Strecke der Männer-Elite waren es noch 27 % Asphalt. Damit waren die Strecken nicht konform mit den UCI-eigenen Empfehlungen, die höchstens 20 % Asphalt nahelegen.

## Resultate

### Frauen Elite
| Rang | Fahrerin               | Zeit (h) |
| ---- | ---------------------- | -------- |
| 1    | Pauline Ferrand-Prévot | 4:09:06  |
| 2    | Sina Frei              | gl. Zeit |
| 3    | Chiara Teocchi         | + 0:11   |
| 4    | Jade Treffeisen        | gl. Zeit |
| 5    | Barbara Guarischi      | + 0:27   |
| 6    | Tiffany Cromwell       | + 0:40   |
| 7    | Ilaria Sanguineti      | + 2:02   |
| 8    | Letizia Borghesi       | + 3:08   |
| 9    | Rasa Leleivytė         | + 3:11   |
| 10   | Riejanne Markus        | + 3:14   |

Am Start waren 50 Fahrerinnen. Rund 60 Kilometer vor dem Ziel bildete sich die entscheidende Spitzengruppe aus fünf Fahrerinnen, aus der die Amerikanerin Lauren Stephens 30 Kilometer später abreißen lassen musste. Das übrige Quartett blieb bis Cittadella zusammen. An der kurzen Steigung aus dem Stadtgraben heraus schüttelten Ferrand-Prévot und Frei die anderen ab; Ferrand-Prévot gewann den Sprint um Gold und Teocchi den um Bronze. Für Pauline Ferrand-Prévot war es damit in kurzer Zeit das vierte Regenbogentrikot, nachdem sie im August Short Track und Cross-Country bei der Mountainbike-WM gewonnen hatte und im September bei der Mountainbike-Marathon-WM erfolgreich gewesen war.

### Männer Elite
| Rang | Fahrer               | Zeit (h) |
| ---- | -------------------- | -------- |
| 1    | Gianni Vermeersch    | 5:10:40  |
| 2    | Daniel Oss           | + 0:43   |
| 3    | Mathieu van der Poel | + 1:28   |
| 4    | Greg Van Avermaet    | + 1:29   |
| 5    | Jewgeni Fedorow      | + 1:39   |
| 6    | Magnus Cort Nielsen  | gl. Zeit |
| 7    | Alessandro De Marchi | + 1:40   |
| 8    | Zdeněk Štybar        | + 1:46   |
| 9    | Davide Ballerini     | + 1:53   |
| 10   | Andreas Stokbro      | + 2:43   |

Am Start waren 138 Fahrer. Wohl auch aufgrund der Streckenführung waren die Gravelspezialisten gegen die Straßenradsportspezialisten weitgehend chancenlos. Viele Teilnehmer bevorzugten angepasste Straßenräder gegenüber Gravelbikes.
Rund 100 Kilometer vor dem Ziel konnten sich Vermeersch und Oss absetzen. Eine ernsthafte Verfolgung kam nicht zustande, so dass sie über fünf Minuten Vorsprung gewannen. Bei der letzten Passage des Brenta-Ufers konnte Vermeersch Oss abschütteln und gewann solo. Das Peloton verkleinerte sich auf den beiden Schlussrunden nach und nach, bis nur noch sieben Fahrer übrig waren. Van der Poel gewann den Sprint um Bronze vor Van Avermaet.

### Altersgruppen
| Klasse | Teilnehmer | Strecke | Gold                         | Silber                         | Bronze                      |
| ------ | ---------- | ------- | ---------------------------- | ------------------------------ | --------------------------- |
| M19-34 | 69         | 166 km  | Kevin Panhuyzen              | Bas van der Kooij              | Kenneth Coomans             |
| M35-39 | 44         | 166 km  | Henning Bommel               | Eduardo Alonso                 | Davide Fumagalli            |
| M40-44 | 39         | 166 km  | Igor Zanetti                 | Samuel Brännlund               | Cédric Amand                |
| M45-49 | 49         | 166 km  | Joan Horrach                 | Fred Voldset                   | Cedrick Dubois              |
| M50-54 | 45         | 140 km  | Ibon Zugasti Arrese          | Jean Stephan Mifsude           | Tino Haakman                |
| M55-59 | 28         | 140 km  | Jan Olav Beitmyren           | Jan Weevers                    | Thomas Brixen               |
| M60-64 | 14         | 140 km  | Dirk Claes                   | Andrew Meo                     | René Vallée                 |
| M65-69 | 10         | 140 km  | Bo Dertell                   | Jos van Dorp                   | Roger Barret                |
| M70-74 | 5          | 140 km  | Régis Pinson                 | Richard Mull                   | Pierre Cubedo               |
| M75-79 | 1          | 140 km  | Robert Braszell              |                                |                             |
| F19-34 | 15         | 140 km  | Sara Mazzorana               | Finja Smekal                   | Nicole D’Agostin            |
| F35-39 | 12         | 140 km  | Chiara Ciuffini              | Monika Wrona                   | Isabelle Beckers            |
| F40-44 | 12         | 140 km  | Jannitta van den Brink-Spigt | Sofie Rosencrantz              | Ilenia Lazzaro              |
| F45-49 | 13         | 140 km  | Cinzia Sartori               | Lorena Zocca                   | Molly Shaffer Van Houweling |
| F50-54 | 13         | 140 km  | Antonella Incristi           | Bizzy Butterworth              | Judith van Maanen           |
| F55-59 | 2          | 140 km  | Dale Mazels                  | Ernestine von der Osten-Sacken |                             |
| F60-64 | 1          | 140 km  | Debra Kempe                  |                                |                             |

Quellen: 